# غويلور كانغا
غويلور كانغا كاكو (بالفرنسية: Guélor Kanga)‏ (مواليد 1 سبتمبر 1990) هو لاعب كرة قدم غابوني يلعب حاليًا لصالح نادي روستوف في الدوري الروسي الممتاز.

## إحصائيات

### النادي
آخر تحديث تحديث 4 ديسمبر 2014.
| الموسم        | النادي        | الدوري                | الدوري | الدوري  | الكأس  | الكأس   | القارة | القارة  | أخرى   | أخرى    | المجموع | المجموع | المجموع |
| الموسم        | النادي        | الدوري                | الظهور | الأهداف | الظهور | الأهداف | الظهور | الأهداف | الظهور | الأهداف | الظهور  | الأهداف |         |
| ------------- | ------------- | --------------------- | ------ | ------- | ------ | ------- | ------ | ------- | ------ | ------- | ------- | ------- | ------- |
| 2012–13       | روستوف        | الدوري الروسي الممتاز | 10     | 1       | 1      | 1       | —      | —       | 2      | 0       | 13      | 2       |         |
| 2013–14       | روستوف        | الدوري الروسي الممتاز | 24     | 3       | 3      | 0       | —      | —       | —      | —       | 27      | 3       |         |
| 2014–15       | روستوف        | الدوري الروسي الممتاز | 9      | 1       | 1      | 0       | 2      | 0       | 1      | 0       | 13      | 1       |         |
| المجموع       | روسيا         | روسيا                 | 43     | 5       | 5      | 1       | 2      | 0       | 3      | 0       | 52      | 6       |         |
| المجموع الكلي | المجموع الكلي | المجموع الكلي         | 43     | 5       | 5      | 1       | 2      | 0       | 3      | 0       | 52      | 6       |         |

### المنتخب
| الغابون | الغابون | الغابون |
| السنة   | الظهور  | الأهداف |
| ------- | ------- | ------- |
| 2012    | 5       | 0       |
| 2013    | 5       | 0       |
| 2014    | 2       | 0       |
| المجموع | 12      | 0       |

تحديث 15 أكتوبر 2014

## الإنجازات

### النادي
مانغا سبورت
- الدوري الغابوني الممتاز: 2007-08

ميسيل
- الدوري الغابوني الممتاز: 2010-11

روستوف
- كأس روسيا: 2013–14

## روابط خارجية
- صفحة اللاعب على موقع الدوري الروسي
- غويلور كانغا على موقع الاتحاد الأوربي (الإنجليزية)
- غويلور كانغا على موقع إي إس بي إن إف سي (الإنجليزية)
- غويلور كانغا على موقع قاعدة بيانات كرة القدم.إي يو (الإنجليزية)
- غويلور كانغا على موقع ليكيب (الفرنسية)
- غويلور كانغا على موقع ناشيونال فوتبول تيمز (الإنجليزية)
- غويلور كانغا على موقع Soccerbase.com (لاعب) (الإنجليزية)
- غويلور كانغا على موقع Soccerway.com (الإنجليزية)
- غويلور كانغا على موقع عالم كرة القدم.نت (الإنجليزية)
- غويلور كانغا على موقع AS.com (الإسبانية)